# AC 2-Litre
AC 2-Litre — спортивный седан британской компании AC Cars, выпускался с 1947 по 1956 год. Версия 1947 года имела двухдверную конструкцию, а с 1953 года вышел в продажу 2-Litre с 4 дверьми.

## Характеристики
Автомобиль имел 6-цилиндровый двигатель объёмом в 1991 см³. Двигатель был разработан AC Cars ещё в 1922 году. В 1947 году автомобиль был оснащен новыми карбюраторами, что обеспечило увеличение мощности до 74 л. с. В 1951 году мощность двигателя 2-Litre была снова увеличена до 85 л. с.
За время производства AC 2-Litre внешний вид автомобиля не претерпевал серьёзных изменений, за исключением размера колес, которые в 1951 году увеличили до 16" (406 мм). Впоследствии двигатель AC 2-Litre использовали в 1963 году для оснащения автомобилей компании AC Cars.
Данные тестирования автомобиля в 1948 году журналом «Мотор»:
- максимальная скорость AC 2-Litre: 80 миль/час (130 км/ч);
- до 100 км/час удалось разогнать автомобиль за 19.9 секунд;
- расход топлива на 100 километров составил 12 литров.